# Битов, Андрей Георгиевич
Андре́й Гео́ргиевич Би́тов (27 мая 1937, Ленинград — 3 декабря 2018, Москва) — русский советский писатель, поэт, сценарист, педагог. Один из основателей постмодернизма в русской литературе. Почётный член Российской академии художеств. Член Союза писателей СССР.

## Биография
Андрей Георгиевич Битов родился в Ленинграде, на Петроградской стороне. По словам самого Битова, фамилия досталась ему от черкесских предков.
В 1954 году окончил среднюю школу № 213 (тогда она располагалась на набережной Фонтанки) — первую в Ленинграде школу с преподаванием ряда предметов на английском языке.
Писать начал в 1956 году.
В 1957 году поступил в Ленинградский горный институт, где участвовал в работе литобъединения под руководством Глеба Семёнова. В 1957—1958 годах служил в стройбате на Севере. В 1958 году восстановился в институте, окончил геологоразведочный факультет в 1962 году. В 1967 окончил Высшие курсы сценаристов и режиссёров (сценарную мастерскую Евгения Габриловича).
Писал стихи. Подражая Виктору Голявкину, начал писать короткие абсурдистские рассказы, впервые опубликованные в 1990-х годах. Часто в интервью называл себя непрофессиональным писателем.
С 1960 по 1978 год вышли в печать около десяти книг прозы. С 1965 года — член Союза писателей.
В 1978 году в США опубликован роман «Пушкинский дом». В 1979 году он — один из создателей бесцензурного альманаха «Метрополь». Его запрещали печатать вплоть до 1986 года.
Перестройка открыла новые возможности. Заграница, лекции, симпозиумы, общественная, в том числе правозащитная, деятельность.
В 1988 году участвовал в создании российского ПЕН-клуба, с 1991 года — его президент. В 1991 году был одним из создателей неформального объединения «БаГаЖъ» (Битов, Ахмадулина, Алешковский, Жванецкий). Преподавал в Литературном институте имени А. М. Горького.
В 1992—1993 годах Берлинская научная коллегия предоставила Андрею Битову стипендию.
В марте 2011 года Андрей Битов в ходе диспута о правилах приватизации Переделкинских дач несколько раз ударил литератора Светлану Василенко
Умер 3 декабря 2018 года в Бауманской больнице в Москве от сердечной недостаточности. Урна с прахом писателя захоронена на Шуваловском кладбище в Санкт-Петербурге.

## Отзывы
Юрий Карабчиевский об Андрее Битове:

Битов открыл новую область исследования, при этом обнаружив абсолютный уровень в слове. Но главное, не в обиду будь сказано другим замечательным писателям, Андрей Битов — умный человек, а это редко бывает. В литературе, мне кажется, умных людей гораздо меньше, чем людей талантливых. Даже читая его не вполне удачные произведения, ты чувствуешь, что общаешься с умным человеком. Это очень лестно для читателя, это просто незаменимо.

Евгений Попов отмечает:

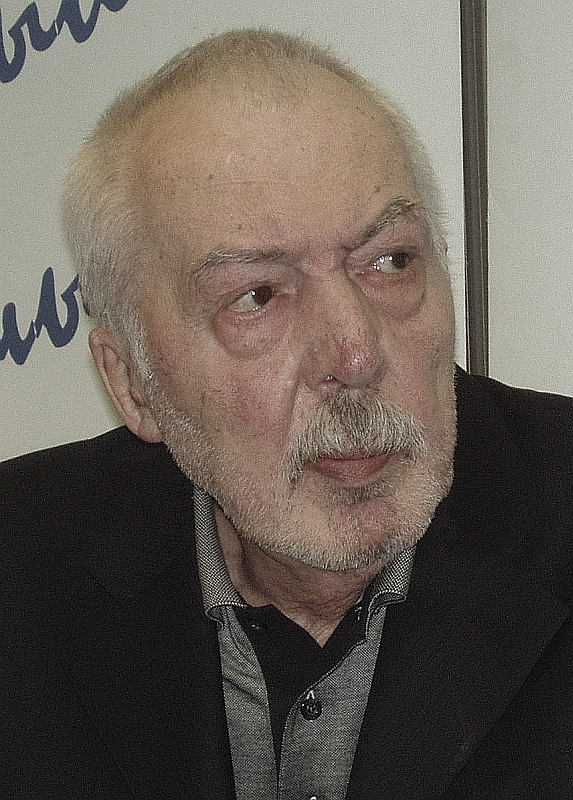

…Битов — умнейший человек, и это исключение среди крупных русских писателей второй половины XX века. То есть я вовсе не хочу сказать, что Василий Аксёнов, Виктор Астафьев, Фазиль Искандер, Василий Шукшин были глуповаты. Я о том, что создание прозы поверялось у них данным им от Господа даром прозы. А у творца многих прозаических шедевров Битова — даром ума и сопутствующей этому уму рефлексии.

## Семья
Дед по отцу — Леонид Иванович Битов, из петербургских мещан, председатель Невского общества потребителей «Бережливость», потомственный почётный гражданин. Женат на Евгении Адольфовне, лютеранского исповедания (1870 — февраль 1942, умерла в блокадном Ленинграде).
Отец — Георгий Леонидович (1902—1977), архитектор.
Дядя (брат отца) — Борис Леонидович (1904—1979), композитор.
Дед по матери — Алексей Константинович Кедров (1859—1916), выпускник историко-филологического факультета Петербургского университета, директор Ташкентского реального училища, впоследствии Петербургской 7-й гимназии, действительный статский советник (1 января 1908). Женат на Александре (Алисе) Ивановне Эбель, лютеранского исповедания (1880—1955).
Мать — Кедрова Ольга Алексеевна (1905—1990), юрист.
Брат Олег (1932—2003) — известный советский журналист-международник и переводчик.
Дети: Анна (1962—2023), Иван (1977—2021), Георгий (род. 1988). Внебрачный сын Андрей Вишневский.

## Общественная позиция
В 2001 году подписал письмо в защиту телеканала НТВ.
Осенью 2008 года Битов вместе с Михаилом Жванецким, Юрием Манном, Инной Чуриковой, Марком Захаровым и другими деятелями науки и культуры подписал письмо-обращение к депутатам Госдумы с предложением вновь перенести памятник Гоголю на Гоголевский бульвар.
В марте 2014 года вместе с рядом других известных деятелей науки и культуры России выразил своё несогласие с аннексией Крыма Россией и войной на востоке Украины. Свою позицию изложил в открытом письме, опубликованном в «Новой газете».

## Фильмография

### Сценарист
| Год  |   | Название                     | Участвовал в качестве |
| ---- | - | ---------------------------- | --------------------- |
| 1966 | ф | «Маленький беглец»           | Сценарист             |
| 1974 | ф | «Закрытие сезона»            | Сценарист             |
| 1977 | ф | «В четверг и больше никогда» | Сценарист             |
| 1981 | ф | «Три дня и два года»         | Сценарист             |
| 2008 | ф | «Лёлик и Барбарики»          | Сценарист             |

### Актёр
- 1986 — Чужая белая и рябой — Пётр Петрович Старцев, композитор

Могила Битова на Шуваловском кладбище Санкт-Петербурга.

## Награды, премии, почётные звания
- 1987 — орден «Знак Почёта»
- 1989 — Пушкинская премия фонда А.Тепфера (Германия)
- 1990 — премия за лучшую иностранную книгу года (Франция), за роман «Пушкинский дом» и премия Андрея Белого (Санкт-Петербург)
- 1992 — Государственная премия Российской Федерации в области литературы и искусства 1992 года — за книги последних лет «Пушкинский дом» и «Улетающий Монахов»
- 1993 — кавалер ордена Искусств и литературы (Франция)
- 1997 — Государственная премия Российской Федерации и премия «Северная Пальмира» за роман «Оглашенные»
- 1999 — Царскосельская художественная премия; медаль Мовсеса Хоренаци (Армения)
- 2014 — лауреат премии «Москва-Пенне»
- 2014 — премия Правительства Российской Федерации в области культуры за собрание прозы «Империя в четырёх измерениях»[25]
- 2015 — лауреат Платоновской премии[26]
- 2015 — лауреат премии «Ясная Поляна»
- 2018 — орден Дружбы[27]
- Лауреат премий журналов «Дружба народов», «Новый мир», «Иностранная литература», «Звезда», «Огонёк» и др.
- С 1997 года — почётный доктор Ереванского государственного университета и Почётный гражданин Еревана
- Почётный член Российской академии художеств[5]